# SC Pick Szeged
El SC Pick Szeged es un equipo de balonmano de la localidad húngara de Szeged. Actualmente milita en la Primera División de la Budapest Bank Férfi Liga.

## Palmarés
- Ligas húngaras: 5
  - Temporadas: 1996, 2007, 2018, 2021, 2022
- Copas húngaras: 7
  - Temporadas : 1977, 1982, 1983, 1993, 2006, 2008, 2019
- Copa EHF: 1
  - Temporadas: 2014

## Plantilla 2024-25
|  | Porteros - 12 Tobias Thulin - 16 Roland Mikler - 19 Martin Nagy Extremos izquierdos - 18 Marin Jelinić - 25 Sebastian Frimmel Extremos derechos - 24 Mario Šoštarič - 93 Benjámin Szilágyi Pívots - 27 Bence Bánhidi - 30 Gleb Kalarash - 31 Jérémy Toto | Laterales izquierdos - 9 Richárd Bodó - 20 William Bogojevic - 51 Borut Mačkovšek Centrales - 3 Janus Daði Smárason - 34 Lazar Kukić Laterales derechos - 41 Imanol Garciandia - 77 Magnus Rød |

## Entrenadores
| Período   | Entrenador         |
| --------- | ------------------ |
| 1974–1980 | Árpád Kővári       |
| 1980–1981 | Ferenc Buday       |
| 1981–1983 | László Boros Gy.   |
| 1983–1984 | Márton Ludányi     |
| 1985–1987 | István Lesti       |
| 1987–1989 | Árpád Kővári       |
| 1989–1991 | Zsolt Barabás      |
| 1991–1995 | Árpád Kővári       |
| 1995–1998 | László Skaliczki   |
| 1998–1999 | Ferenc Buday       |
| 1999–2000 | György Koleszár    |
| 2000      | Árpád Kővári       |
| 2001–2003 | Dragan Đukić       |
| 2003–2006 | Péter Kovács       |
| 2006–2007 | Zoran Kurteš       |
| 2007–2009 | Vladan Matić       |
| 2009–2010 | Dragan Đukić       |
| 2010–2013 | László Skaliczki   |
| 2013–     | Juan Carlos Pastor |